# 구사 해적단
구사 해적단(九蛇海賊団, Kuja Pirates)은 캄 벨트에 위치한 아마존 릴리(여인섬)를 근거지로 하고 있으며, 前 칠무해 중 한명이자 아마존 릴리의 여왕인 보아 행콕이 이끄는 해적단. 멤버 전원이 여성이라서 여인 해적단이라고 불림.

## 멤버
보아 행콕
보아 썬더소니아
성우 : 사이토 치와
성우 : 윤아영(대원방송), 김가령(투니버스 3D2Y 스폐셜)
고르곤 자매의 차녀, 뱀뱀 열매 모델 아나콘다의 능력자. 견문색 패기를 사용해 루피의 공격을 예측하는 능력을 보여줬다.  현상금: 4000만 베리.
보아 마리골드
성우 : 사이토 키미코, 사토 사토미(어린 시절)
성우 : 김도영(대원방송), 이새벽(투니버스 3D 2Y 스페셜)
고르곤 자매 삼녀, 뱀뱀 열매 모델 킹코브라의 능력자. 본래 보아 행콕 못지않은 미녀에 가냘픈 체형이었으나 힘을 키우기 위해 창코(스모 선수들이 체중을 불리기 위해 먹는 일본식 전골)를 많이 먹고 지금과 같은 체형이 되었다. 현상금:4000만 베리.
란
성우 : 쇼우지 우메카
성우 : 이새아(대원방송)
구사 해적단 전투원. 해군에게 받은 신문을 뇽할멈에게 전해줬다.
린도우
성우 : 사토 사토미
구사 해적단 전투원. 데이지에게 웃는 법을 조심하라고 가르쳤다. 등장 당시 담배를 피우고 있었다.
데이지
성우 : 이케다 치구사
성우 : 곽규미(대원방송)
구사 해적단 전투원. 남자같이 웃는 버릇 덕에 린도우에게 주의를 받았다. 잔치가 벌어졌을 때는 루피, 스위트피와 함께 콧구멍에 젓가락을 끼우고 춤을 췄다.
코스모스
성우 : 니시카와 히로미
구사 해적단 전투원. 말끝마다 '~이겠죠'를 붙이는 버릇이 있다.
블루팬
성우 : 이토 카나에
구사 해적단 전투원. 다른 전투원들에 비해 키가 작다.
뇽할멈(글로리오사)
성우 : 마야마 아코
성우 : 정옥주(대원방송), 이경자(투니버스 3D2Y 스폐셜)
아마존 릴리의 선선선대 황제. 상사병에 걸려 목숨을 구하기 위해 외해로 나가 목숨을 구하자 보아 행콕에게 배신자 취급을 받는다. 신문을 좋아하고 지팡이 같은 뱀을 가지고 다닌다. 천룡인에게 도망쳐나온 고르곤 세자매를 친자식처럼 키워준 장본인.
마가렛
스위트피
성우 : 쿠지라
성우 : 황창영(대원방송), 김현지(투니버스 3D2Y 스폐셜)
언제나 말할 때 마지막에 ~편이라고 붙인다. 무장색 패기가 실린 화살로 공격한다.
아펠란드라
성우 : 오카무라 아케미
성우 : 강시현(대원방송), 류점희(투니버스)
보통 사람보다는 몇 배는 더크다. 구사 해적단 전체에서도 혼자만 독보적으로 체격이 커서 한 눈에 구분이 가능하다.
키쿄
성우 : 야마구치 유리코
성우 : 김연우
아마존 릴리 주민들의 대표 여성인 것 같다. 굉장히 차분하고 냉철한 성격이다. 아마존 릴리의 여전사들 중 제일 먼저 루피를 죽이려고 한 인물.
네리네(메모광)
벨라도나(의사)
에니시다(시녀)
성우 : 오오타니 이쿠에
성우 : 임윤선(투니버스 3D2Y 스폐셜)
바큐라(흑표범)
아마존 릴리 대대로 황제에게 충성을 다하며, 죄인을 처형하는 육식동물. 처형 후에는 인간의 뼛조각 하나 안남기고 먹어치운다. 투기장에서 몽키 D. 루피에게 덤비다 주먹 한 방에 이빨이 부러지며 나가 떨어진다.